# Château du Fossé
Le château du Fossé est une maison forte classée située sur la commune d'Échevannes, en Côte-d'Or, en Bourgogne-Franche-Comté.

## Localisation
Le château est situé dans une boucle de la Tille, à la sortie  nord du village.

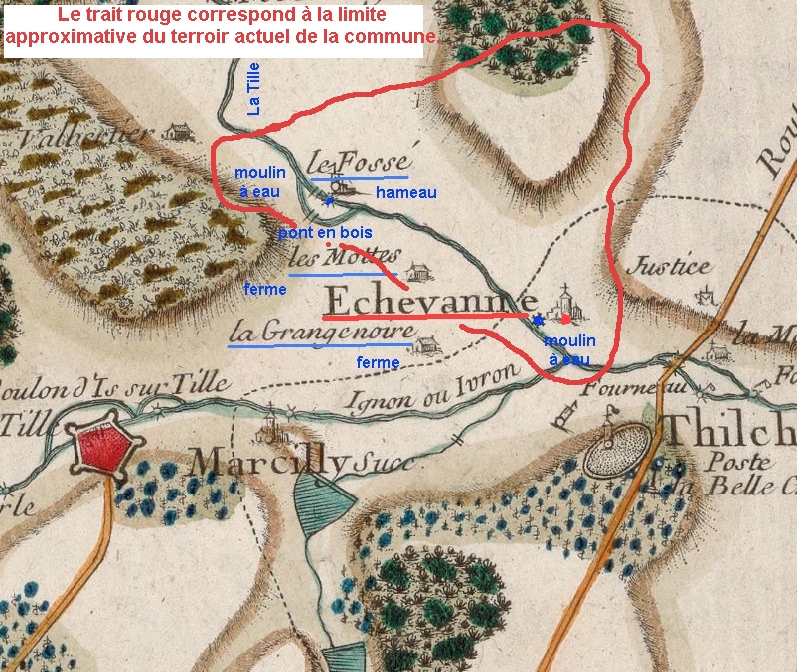
Carte de Cassini du secteur vers 1750.

## Historique
En août 1311, Guillaume, seigneur du Fossé, donne en amodiation pour trois ans ses terres depuis Crécey jusqu'à Échevannes. En 1402, Péronelle, dame de Til-Châtel et de Courcoudre, donne aveu et dénombrement à l'évêque de Langres de la maison forte du Fossé. Le 22 décembre 1417, Jean de Savoisy, écuyer, seigneur de Minot et de Bellenot  hypothèque la maison forte du Fossé. En 1434, la maison revient aux Til-Châtel et y reste tout le XVe siècle. 
En 1590, le château, assiégé par les Ligueurs, est libéré par Guy de Tavannes. En 1626, Denis Rousseau, écuyer, est le seigneur du Fossé. En 1724, Monsieur de Bretagne, seigneur d'Is-sur-Tille, donne le dénombrement du Fossé et de la Grange Noire à la marquise de Trichâtel (Til-châtel ?). Le Fossé est alors une maison forte avec quelques bâtiments pour un fermier, entourée d'un fossé large et plein d'eau vive. Ce fief en la paroisse de Crécey, relève de la seigneurie de Til-châtel qui relève elle-même de l'évêque de Langres.
Charles-François Dupuis (1742-1809), astronome et député de Seine-et-Oise, rachète le château comme bien national pour 22 000 livres et y décède le 29 septembre 1809, à l'âge de 66 ans.
Le château fait l’objet d'un classement partiel au titre des monuments historiques par arrêté du 18 mars 1984 (enseinte, sol, douves) et d'un autre classement par arrêté du 28 février 1986 (corps de logis, porterie).

## Architecture

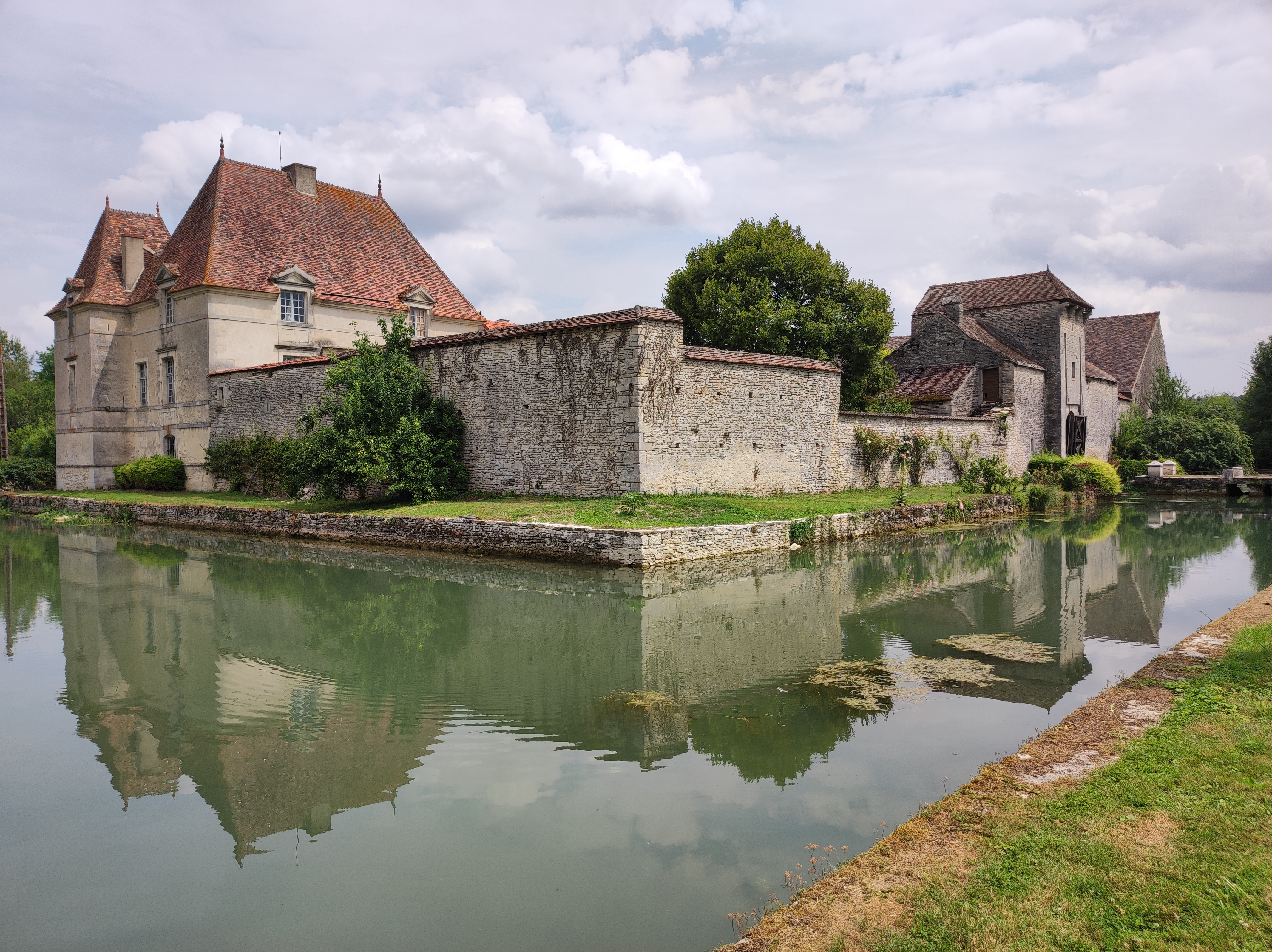

Le Fossé se compose de plusieurs bâtiments répartis sur dans enceinte rectangulaire elle-même située sur une plate forme plus vaste entourée de larges fossés en eau. L'accès se fait au sud par un pont dormant et un pont-levis récemment restauré qui dessert une tour-porche avec porte charretière.
Dans l'angle nord-ouest de l'enceinte, le corps de logis principal est un bâtiment rectangulaire du XVIIe siècle, à rez-de-chaussée surélevé et un demi-étage sous toit en pavillon, dont l'angle nord-ouest est garni d'une tour rectangulaire de même hauteur que le bâtiment. Les fossés, larges de 15 mètres, s'élargissent à 30 m à l'est ; ils sont alimentés en eau par le nord-ouest et se vident par un trop-plein au sud-est[réf. souhaitée].

## Valorisation du patrimoine
La restauration des lieux a été saluée par la remise du Prix régional du patrimoine 2002 (prix spécial du jury).

## Annexe